# Orde van de Heilige Apostelgelijke Vorstin Olga
De Orde van de Heilige Apostelgelijke Vorstin Olga (Russisch: Орден святой равноапостольной княгини Ольги) is een kerkelijke onderscheiding die  door patriarch Pimen I, het hoofd van de Russisch-orthodoxe Kerk, in 1988 is ingesteld ter ere van de herdenking van de 1000-jarige kerstening van de Roes'. De orde is vernoemd naar de Heilige Apostelgelijke Vorstin Olga van Kiev en mag niet verward worden met de vrijwel gelijknamige Oekraïense orde van Vorstin Olha of het  onderscheidingskruis van de Heilige Apostelgelijke Vorstin Olga.

## Statuut van de Order
De Orde wordt toegekend aan vrouwen voor hun diensten op verschillende terreinen van kerk, staat en openbare dienst, alsook voor hun werk ten behoeve van anderen. Deze orde wordt toegekend aan de abdis van kloosters, en kerkwerkers op het gebied van geestelijke verzorging.
De Orde van de 1e graad werd toegekend aan Gulnaz Sotnikova (1999), Maria Vladimirovna van Rusland (2004) en Leonida Romanova (2005). De burgemeester van Sint Petersburg,  Valentina Matviejenko, ontving in 2006 de orde van de 2e graad en Lejla Alijeva (2013) (dochter van de president van Azerbeidzjan) werd bekroond met de orde van de derde graad.
In 2006 besloot de Synode van de Russisch-Orthodoxe Kerk een insigne met lint te introduceren en deze orde van de eerste graad uit te reiken exclusief voor vrouwen in overheidsposities. De eerste in de geschiedenis die de orde van de 1e graad met een lint heeft gekregen, was Vaira Vike-Freiberga, de president van Letland.
De onderscheiding wordt aan de linkerkant van de borst gedragen en bevindt zich, bij aanwezigheid van andere ordes van de Russisch-Orthodoxe kerk, na de Orde van St. Innokenti, Metropoliet van Moskou en Kolomna.

## Beschrijving van de orde

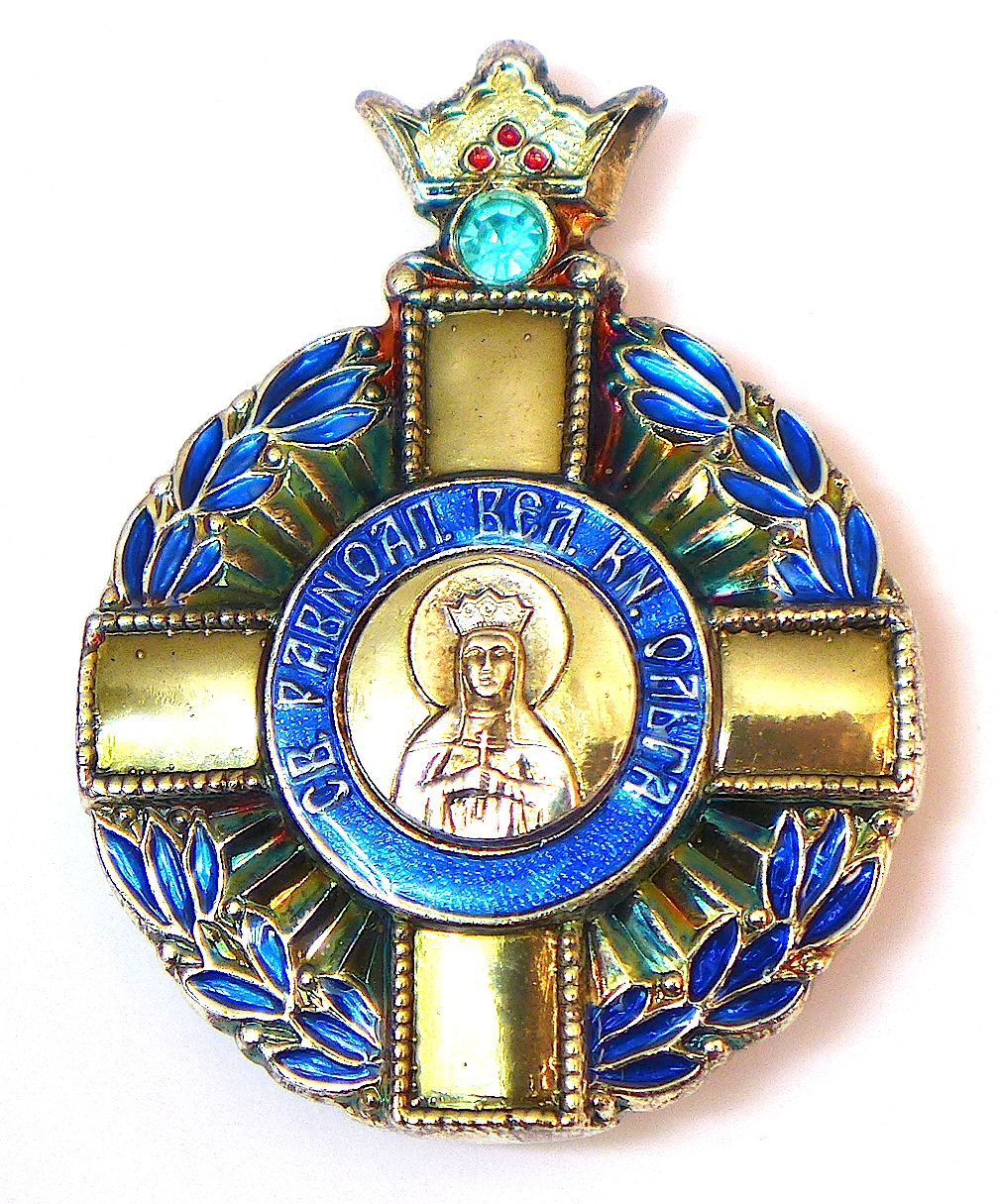
Orde van de derde graad

### Eerste graad
Het insigne van de Orde van de 1e graad is een verguld vierpuntig kruis van een kopernikkel-legering bedekt met wit email en rondom een lauwerkrans van donkerblauw email. In het midden is er een medaillon met een afbeelding van St. Olga, gemaakt in de techniek van "Rostov email". In haar rechterhand houdt ze een achtpuntig kruis. De afbeelding wordt omzoomd door een cirkel bedekt met ultramarijn email. In het bovenste deel van de cirkel staat een inscriptie in vergulde letters ("Heilige gelijk-aan-de-apostelen groothertogin Olga"). De buitenzijde van het kruis is afgewerkt met blauwe stras steentjes. Bovenaan de orde staat de kroon. Op de diagonalen van de cirkel naar de lauwerkrans bevinden zich gefacetteerde balken van gepolijst metaal.

### Tweede graad
Het insigne van de orde van de 2e graad is vergelijkbaar met de 1e graad, maar het is gemaakt van verzilverd kopernikkel. De centrale afbeelding van de heilige is verguld. Beide handen van de heilige ondersteunen een achtpuntig kruis.

### Derde graad
Het insigne van de orde van de 3e graad is vergelijkbaar met die van de 2e graad, maar is versierd met slechts één blauwe stras-steen in het bovenste deel van het kruis onder de kroon.